# Palaisgarten (Detmold)

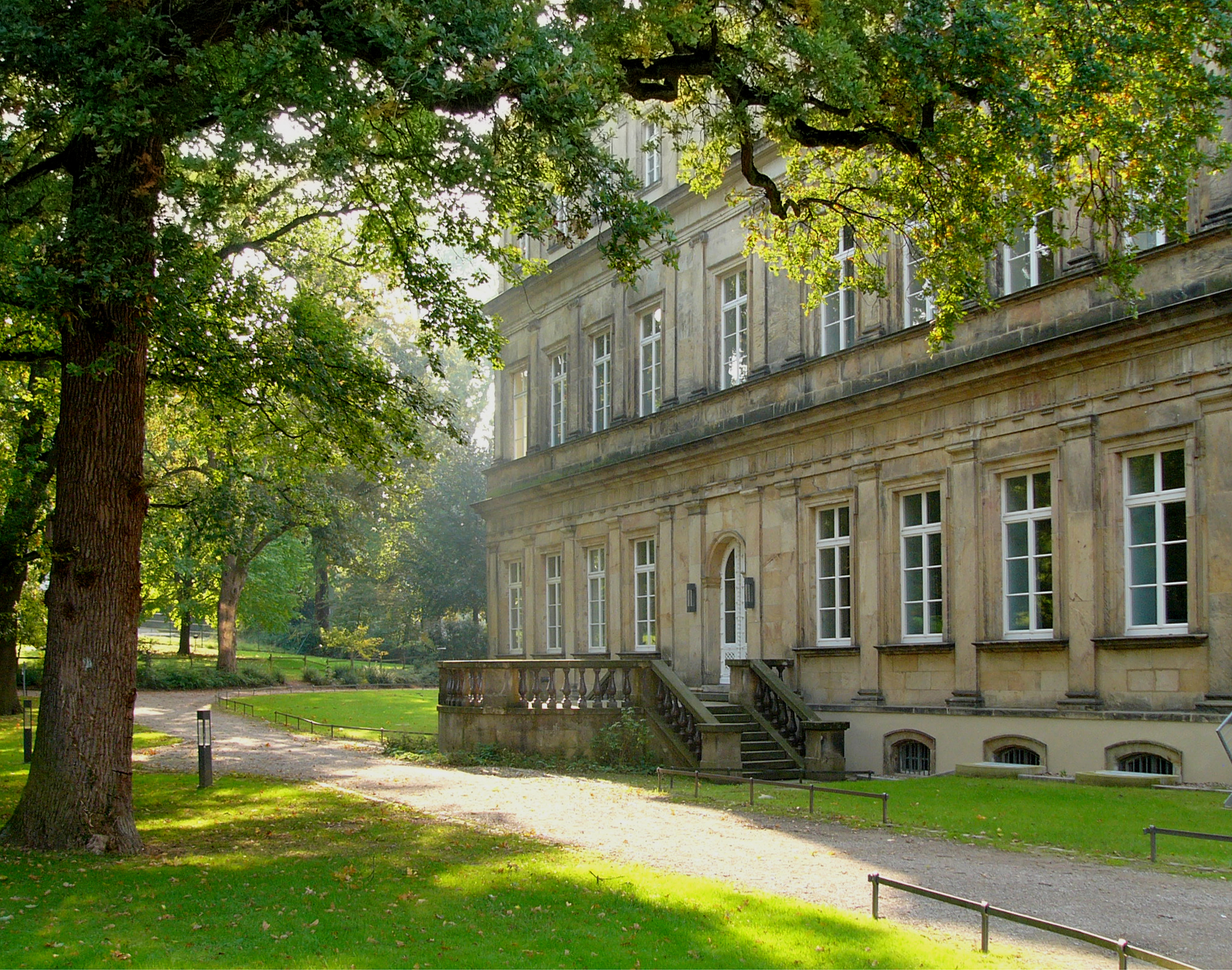
Rückansicht des Palais vom Palaisgarten aus.

Der Palaisgarten ist eine öffentliche historische Parkanlage in Detmold und wird vom Land Nordrhein-Westfalen unterhalten. Der Park ist 7,5 Hektar groß und liegt im südlichen Randbereich der Altstadt Detmolds in der sogenannten Neustadt. Besonders sehenswert sind der alte Baumbestand, die Brunnenanlagen und die Kaskaden. Sämtliche Teile des Palaisgartens sind denkmalgeschützt und in die Gartenlandschaft OWL und das European Garden Heritage Network eingebunden.

## Turbine und Wasserspiele

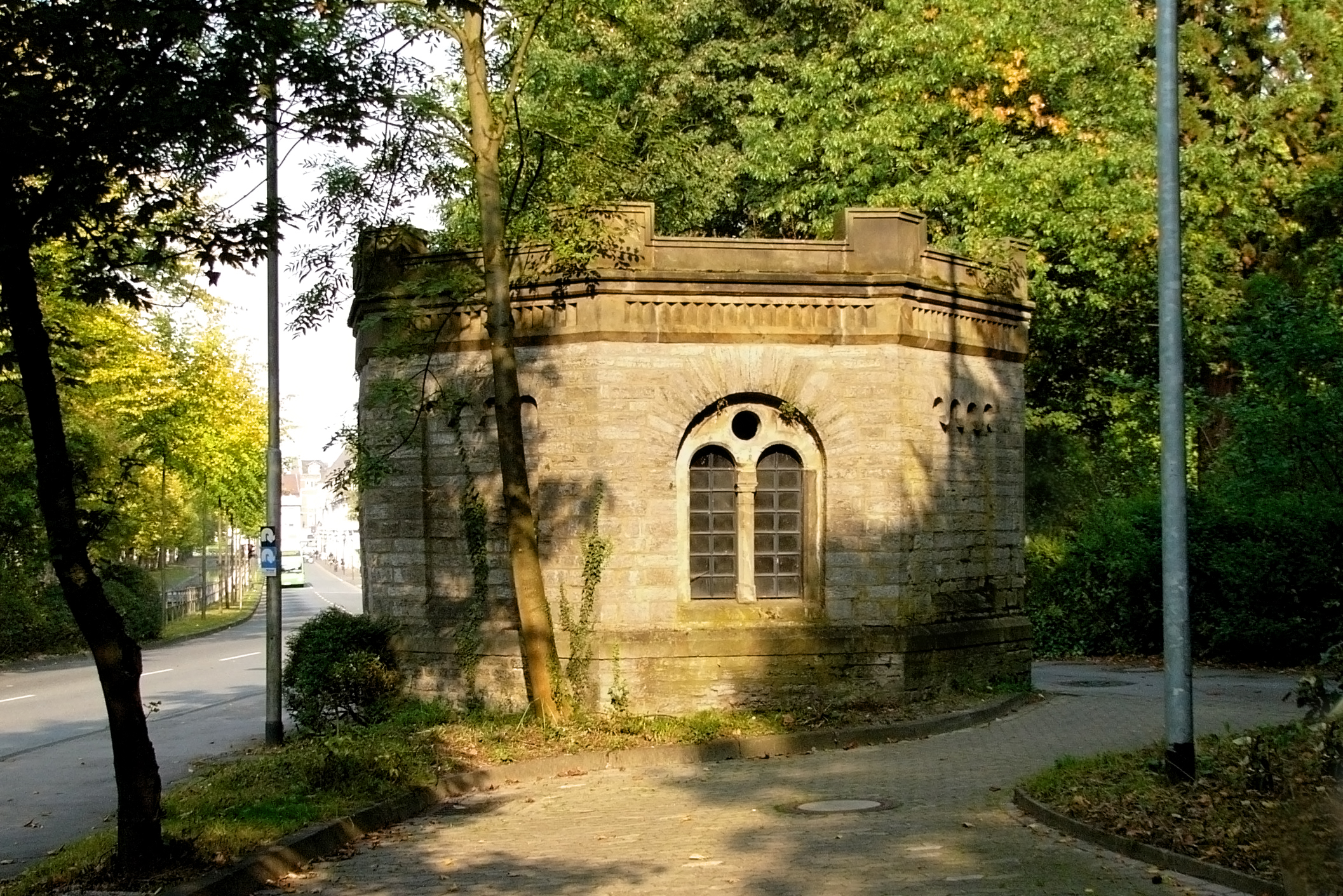
Die Turbine, Maschinenhaus zum Betrieb der Wasserspiele.

Simon August Denkmal 1900 im Palaisgarten (1789 Lustgarten, Bildhauer Schlupf)

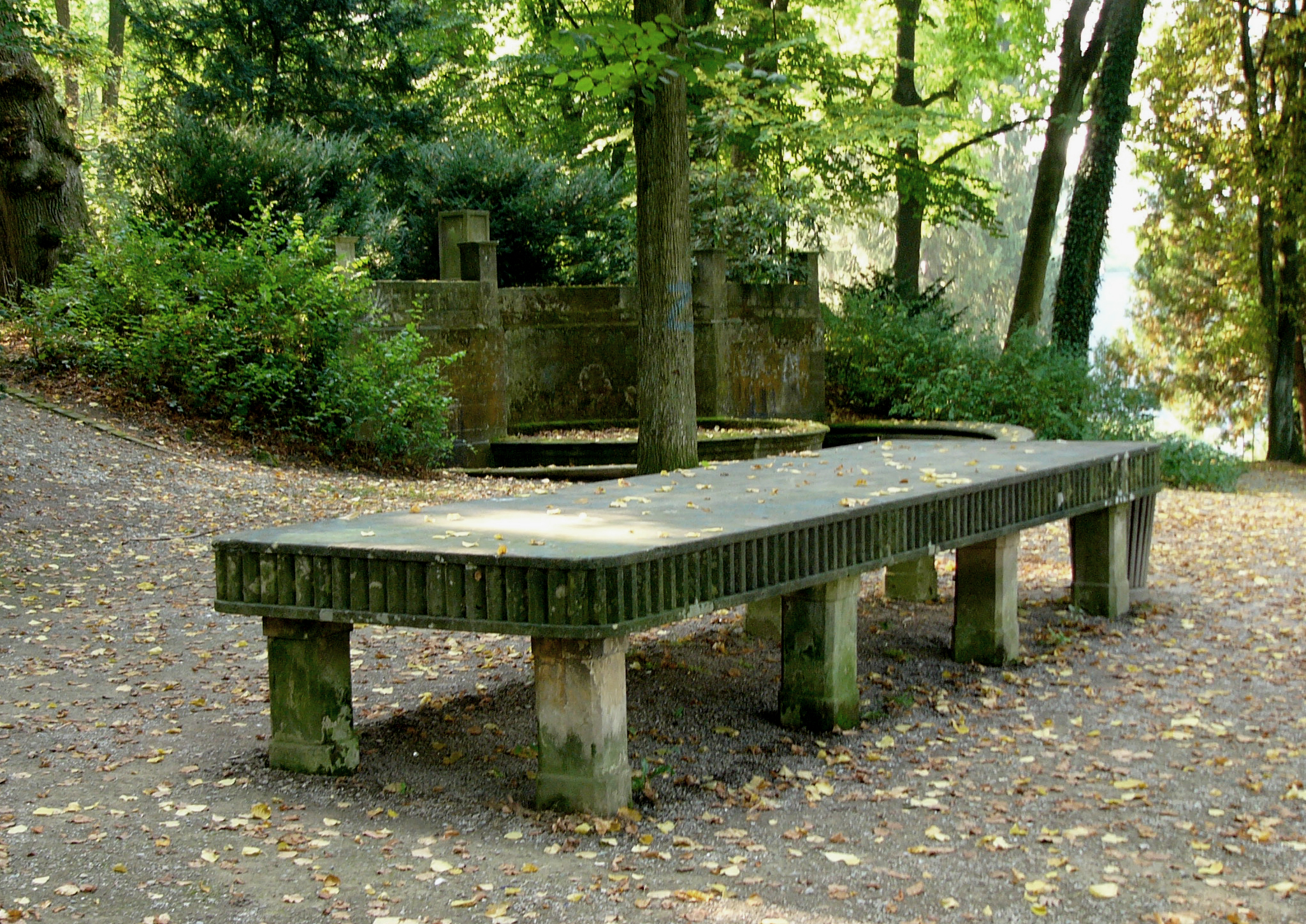
Der Steinerne Tisch im Palaisgarten.

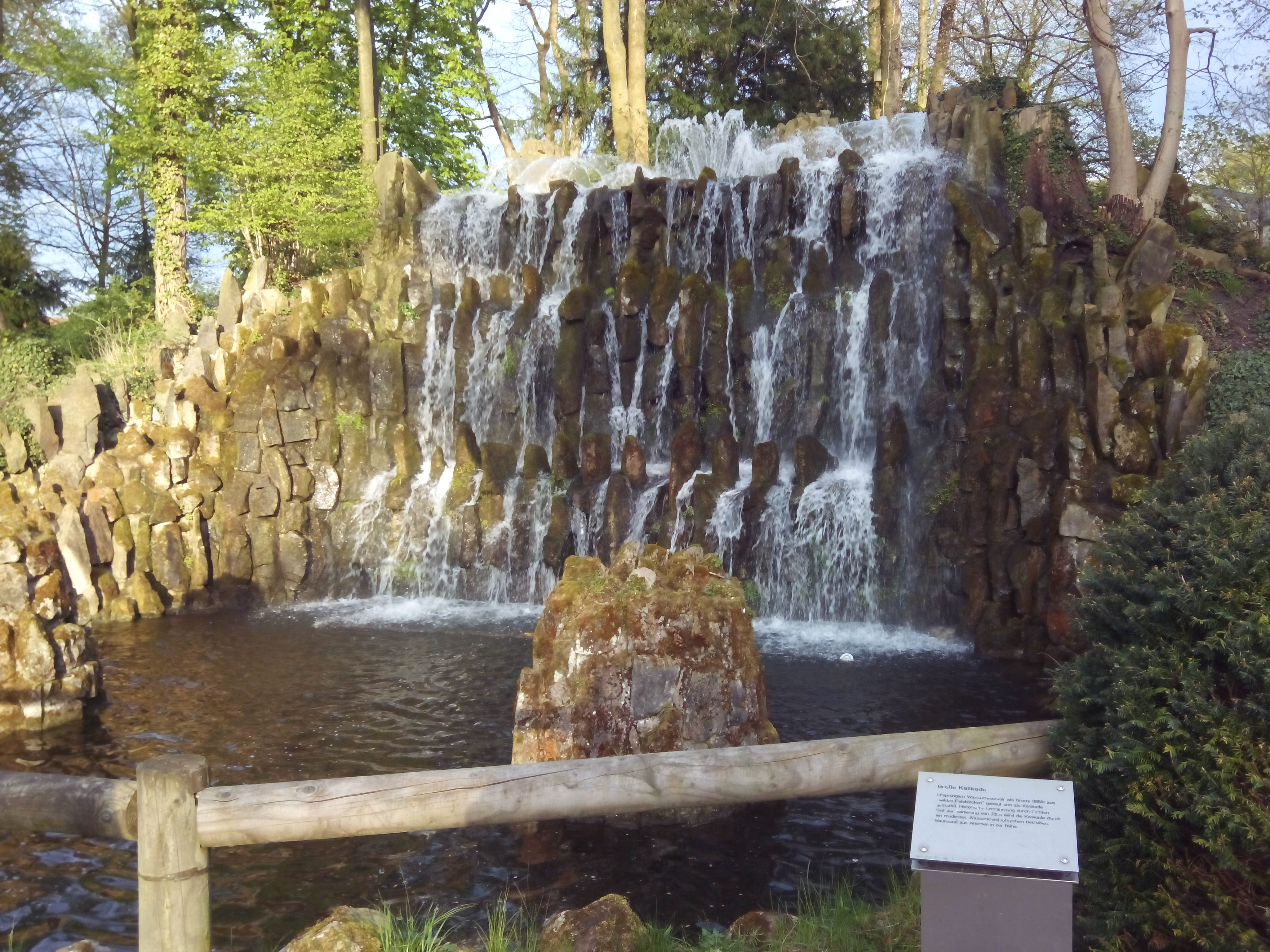
Die Große Kaskade aus dem Jahr 1856.

Ein Maschinenhaus, „Turbine“ genannt, ist in einem kleinen achteckigen Gebäude an der Neustadt oberhalb des Palaisgarten untergebracht. Es handelt sich hier um eine rund 150 Jahre alte Turbine und Pumpanlage, die den Wasserspielen den notwendigen Wasservorrat zuführt. Das Betriebswasser stammt aus dem benachbarten Friedrichstaler Kanal, dessen Wasserspiegel etwas höher liegt. Ein eisernes Gitter unter einem steinernen Rundbogen mit der Jahreszahl 1855 verhindert das Eindringen von Laub und Ästen. Von hier aus fließt das Wasser unter der Straße hindurch zum Turbinenhäuschen, in dem der Wasserzufluss durch ein hölzernes Falltor an- oder abgestellt werden kann. Das Wasser fällt etwa zwei Meter tief auf ein Turbinenrad, das eine mächtige Pumpe antreibt. Über einen Saugstutzen wird das Wasser aus dem Turbinenschacht herausgepumpt und einem Hochbehälter zugeführt, der sich unterirdisch etwa 25 Meter höher am oberen Palaisgarten befindet. Über große, gusseiserne Rohre wird das Wasser danach den einzelnen Brunnen und Kaskaden zugeführt und mit Schiebern reguliert. Die Gesamtanlage des Palaisgarten umfasst acht Teile, die durch die Turbine versorgt werden können:
1. Der Schwanenteich im oberen Palaisgarten
2. Der Löwenkopf- oder Froschbrunnen in der Nähe des Steinernen Tisches
3. Der kleine Brunnen oberhalb der kleinen Kaskade
4. Die kleine Kaskade am Seerosenteich
5. Der Delphinbrunnen neben dem Südflügel des Palais am Haupteingang zum Park
6. Der Seerosenteich mit der großen Fontäne
7. Der Vorratsteich (für rund 1.000 m³ Wasser) außerhalb des Palaisgarten für die große Kaskade
8. Die große Kaskadengrotte am Ostausgang des Palaisgartens

Die Turbine mit der Pumpanlage wurde Ende des vergangenen Jahrhunderts restauriert und einige Teile erneuert, ohne das historische Bild zu verändern.

## Geschichte und Gestaltung

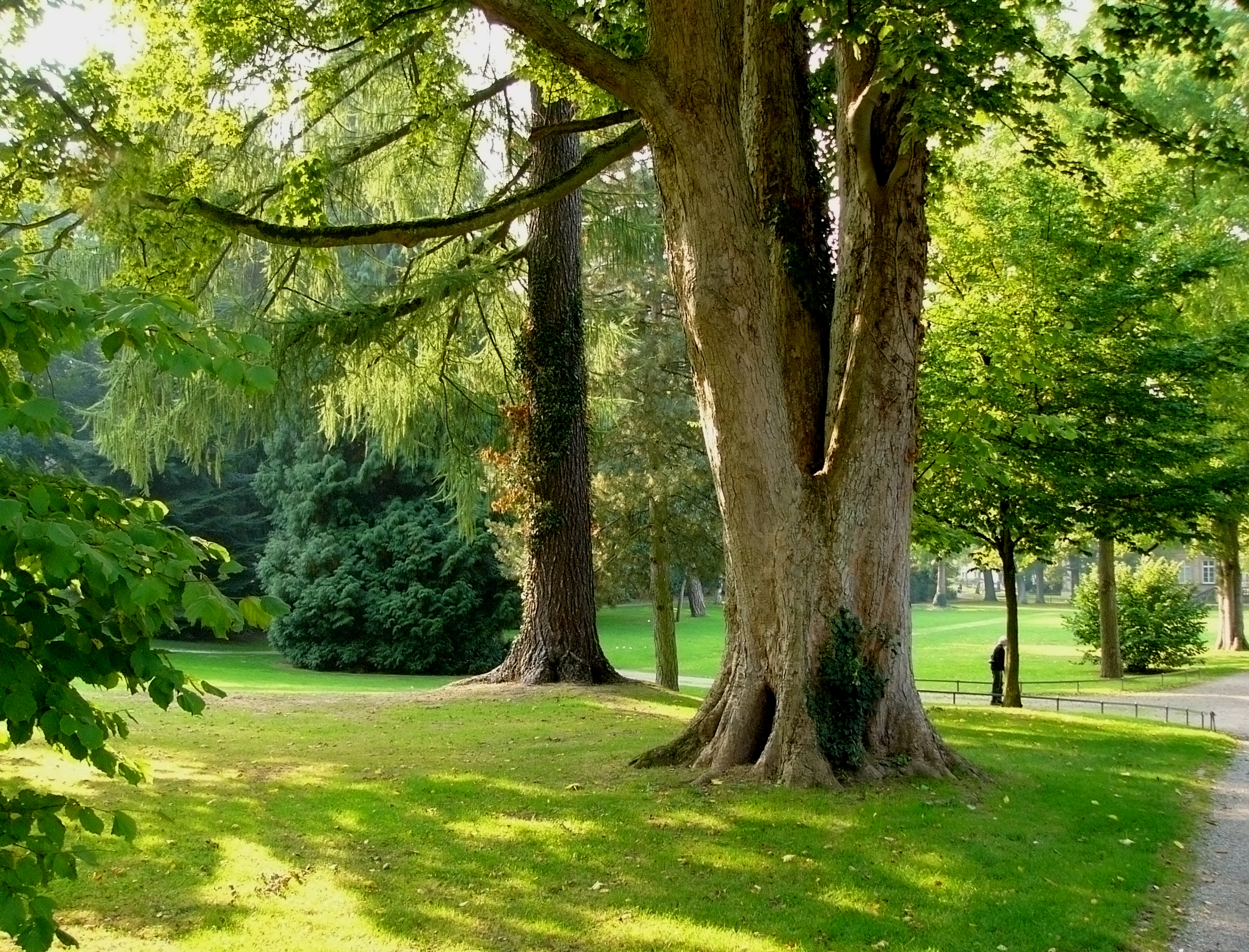
Partie im Palaisgarten

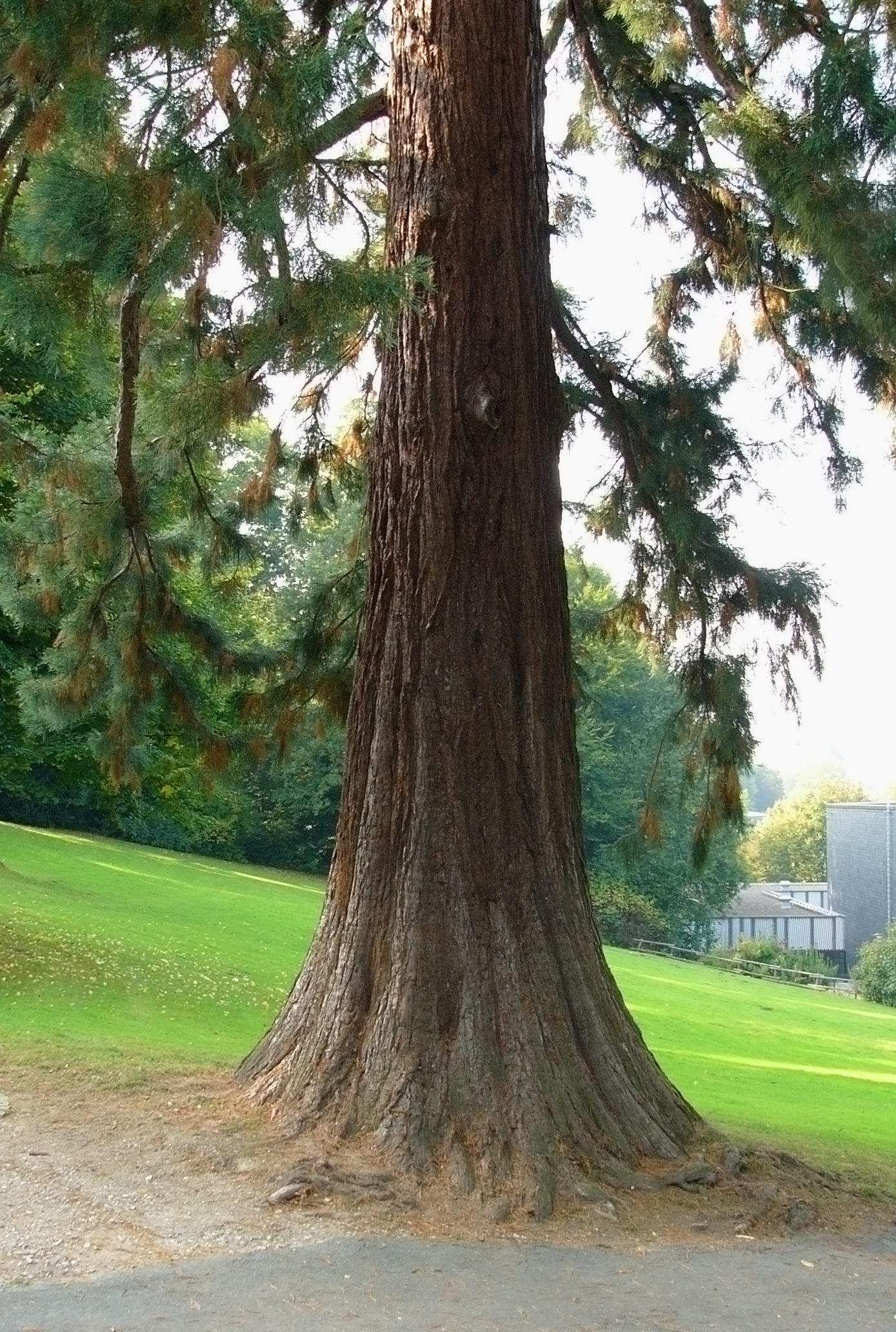
Mammutbaum

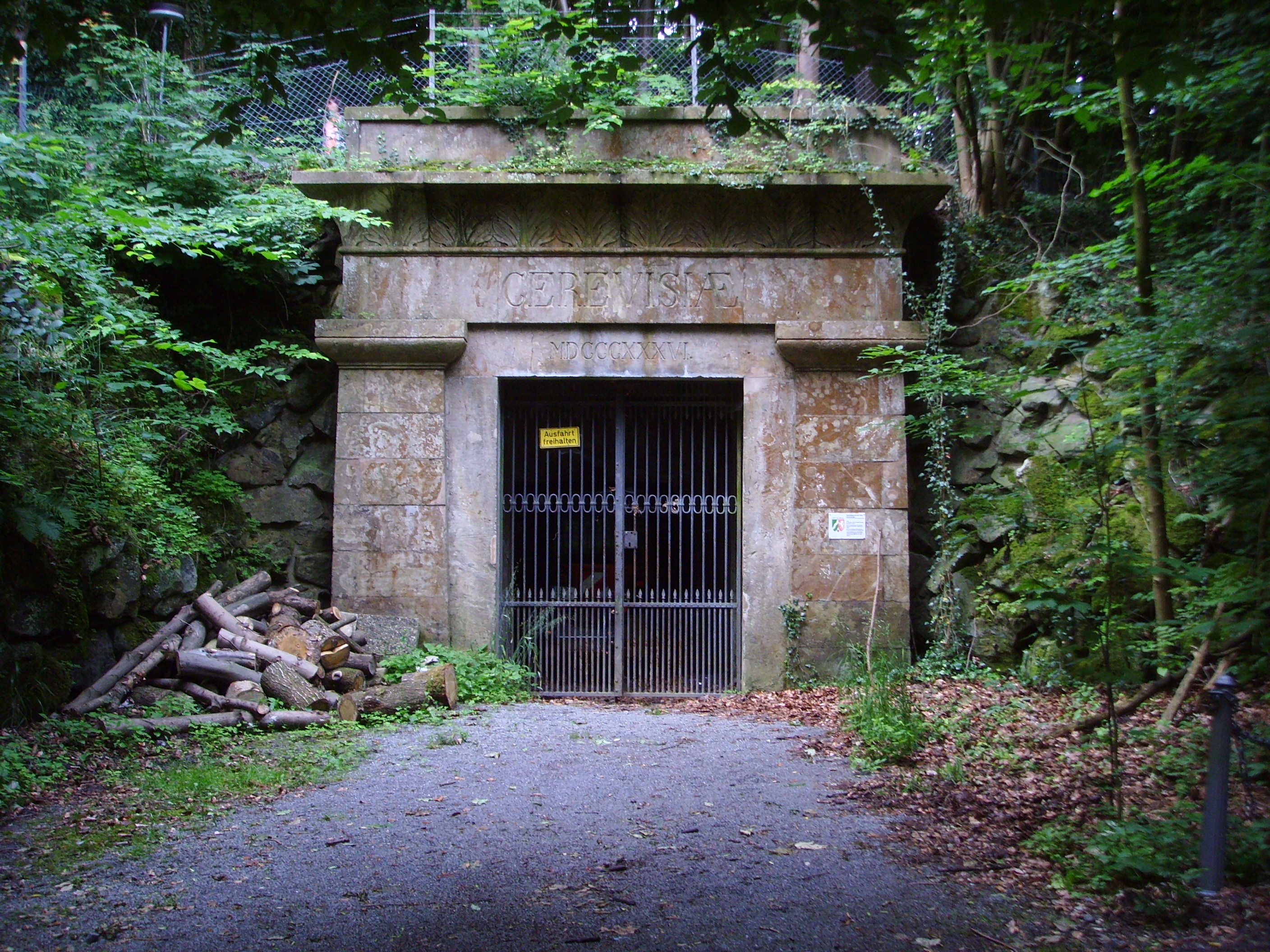
Bergkellerportal Brauereikeller

Das Neue Palais, heute Hauptgebäude der Hochschule für Musik Detmold, war ursprünglich eine Art Dependance des Fürstlichen Residenzschlosses und gehörte unter dem Namen „Favorite“ zum Gesamtprojekt Friedrichstal. Es war ein Geschenk des Grafen Friedrich Adolph an seine Gemahlin Amalie, Gräfin Amalie zu Solms-Hohensolms, und wurde 1718 fertiggestellt. Gleichzeitig mit dem Hausbau begann man mit der Anlage des Parks und am Haus Favorite entstand ein nach Osten axial ausgerichteter französischer Barockgarten, der von einer Mauer umgeben war. Er bestand aus vier Teilen von verschiedener Höhenlage, die durch Treppen miteinander verbunden waren und unter anderem zur Anpflanzung von Obst und Gemüse dienten. Die Anlage des Favoritegartens wurde nach dem Tod der Gräfin 1746 weitergeführt. Graf Friedrich Alexander ließ einen eingezäunten Tiergarten, die „Menagerie“, im Süden des Barockgartens errichten, dessen Tiergartenwächter im „Krummen Haus“ wohnten. Nach dem Tode des Grafen Friedrich Alexander waren Favorite und Garten in sehr schlechtem Zustand.
Hofgärtner Johann-Heinrich Stein und sein Nachfolger Julius Stein leiteten ab 1789 die gärtnerische Gestaltung und die typischen Barockelemente, wie Taxuspyramiden, geschnittene Linden und Statuen, verschwanden allmählich. Im Nutzgarten wurde weiterhin Obst und Gemüse angebaut und teilweise auf dem Detmolder Wochenmarkt verkauft. Von 1849 bis 1853 wurde der Palaisgarten nach Plänen von Peter Joseph Lenné als Englischer Landschaftsgarten umgestaltet und vergrößert. So wurden geschlossene Baumgruppen, Gehölze und Einzelbäume gepflanzt, ein Wegenetz gestaltet, ein Rosengarten angelegt und als Mittelachse ein Rasenstreifen angelegt, ähnlich dem Park von Fürst Pückler in Muskau oder den Anlagen der Pflanzbeete in Kassel-Wilhelmshöhe. Vom Hiddeser Bent wurden acht ausgewachsene Eichen, vom Bielstein sechs große Buchen herangeschafft und zu Baumgruppen vereinigt. Einen großen Mammutbaum brachte der Erbprinz 1858 persönlich aus Italien mit. Zahlreiche ausländische Bäume und Pflanzen kamen dazu, so zum Beispiel Sumpf- und Roteiche, Perückenbaum, Weymouths-Kiefer, Japanische Sicheltanne und Mandelbaum.
Im Jahr 1855 wurde die Anlage für den Betrieb der Wasserspiele errichtet, die aus einem Maschinenhaus mit Turbine und Pumpen bestand. Im Park entstanden Bassins, Grotten und Brunnen, der Fontänenteich, die aus Felsen aufgetürmte große Grotte, der Delphinbrunnen, das Bassin am Steinernen Tisch mit Nymphe, Löwenkopf und 12 Fröschen und der Schwanenteich. Der Steintisch wurde aus der Podestplatte an der Favorite gefertigt. Zur gleichen Zeit ließ Fürst Leopold II. die Favorite für seinen Sohn, den späteren Leopold III. völlig umgestalten. Das Gebäude bekam ein zweites Obergeschoss, einen Säulenvorbau am Mittelportal und der gesamte Baustil wurde klassizistisch verändert. Das Bauwerk erhielt um 1854 den Namen "Neues Palais".
Im Palaisgarten selbst wurden 1851 drei Gebäude als Gewächshäuser errichtet, während ein 1865 im klassizistischen Stil erbautes Haus als Wohnsitz für den Palaisgärtner diente. Seit 1919 ist der Park für die Bevölkerung zugänglich und erfreute die Detmolder jahrzehntelang mit seinen Wasserspielen am Sonntagnachmittag. Seit 1921 nutzte das Lippische Landesmuseum das Palais für seine Exponate. Im Jahr 1946 wurde das Gebäude Sitz der Nordwestdeutschen Musikakademie. 1965–1968 erfolgte eine Erweiterung durch den Bau einer Aula im Südwesten des Parks und das ehemalige Gärtnerhaus beherbergte nun die Bibliothek der Akademie. Von 1969 bis 1971 wurde der Palaisgarten unter der Leitung von Professor Hermann Mattern restauriert und der Rosengarten umgestaltet. 1987 bekam die Akademie den heutigen Namen Hochschule für Musik Detmold.

## Heutige Situation

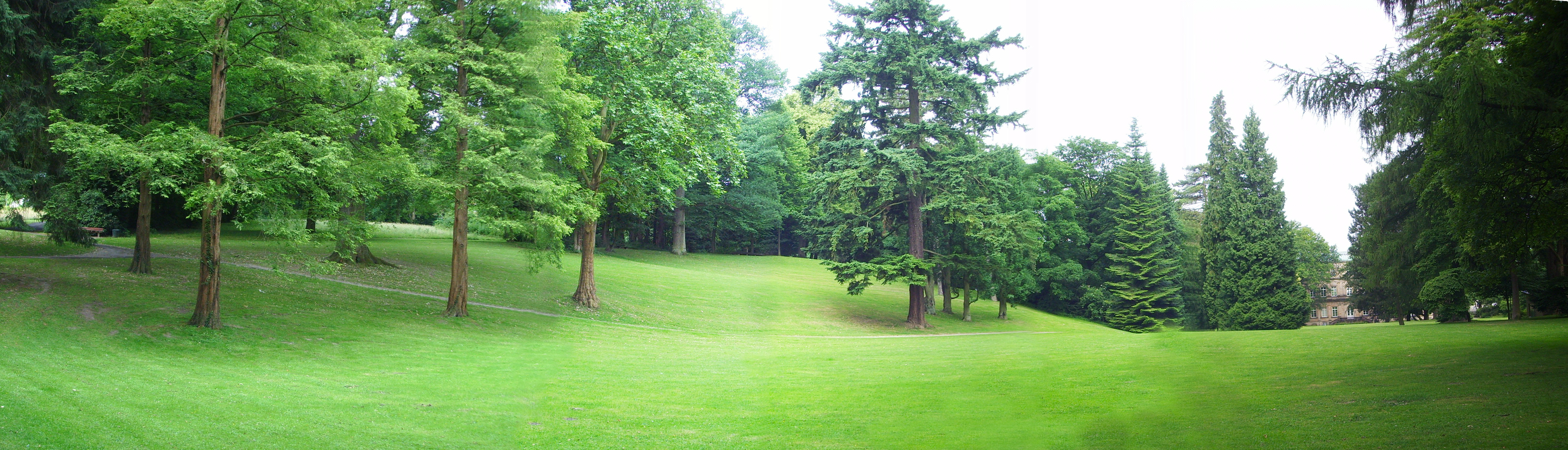
Panorama des Palaisgartens.

Zur Schonung der alten, aber noch funktionsfähigen Turbine hat heute eine moderne Elektropumpe deren Aufgabe übernommen. Die Wasserleitungen und das Reservoir sollen noch 2008 erneuert und modernisiert werden. Die Wasserkünste werden zukünftig nicht mehr aus dem Vorratsteich, sondern über Pumpen direkt aus dem Kanal gespeist. Die Wasserkünste bestehen aktuell nur noch aus fünf Teilen, nämlich der großen Kaskadengrotte, dem Froschbrunnen beim Steinernen Tisch, der großen Fontäne im Fontänenteich, dem Delphinbrunnen beim Eingang und dem Schwanenteich im oberen Palaisgarten. Führungen durch den Garten werden mehrmals täglich angeboten.
Im Laufe der letzten Jahrzehnte kam es immer wieder zu Problemen im Palaisgarten. Es gab zahlreiche Fälle von Vandalismus und Drogenexzessen in der Parkanlage. So musste bereits 1999 die öffentliche Toilettenanlage endgültig geschlossen werden. 2007 wurde an ihrer Stelle ein moderner Neubau eingeweiht, in dem der AStA der Hochschule für Musik untergebracht ist.
Am 20. Mai 2005 musste die Polizei mit mehreren Streifenwagen anrücken, da es zu einem tätlichen Konflikt zwischen alkoholisierten Jugendlichen gekommen war. Heute wird dafür Sorge getragen, dass der Palaisgarten nicht die Reputation eines sozialen Auffangbeckens bekommt und sich die Bürger dort wieder wohler fühlen können. Im Juli 2007 hat sich die Freie Wählergemeinschaft Detmold e. V. in einer Sitzung im Stadtrat für ein Alkoholverbot im Palaisgarten ausgesprochen.